# Sumberarum (Tempuran)
Sumberarum is een bestuurslaag in het regentschap Magelang van de provincie Midden-Java, Indonesië. Sumberarum telt 5186 inwoners (volkstelling 2010).